# Vacances à Venise
Pour plus de détails, voir Fiche technique et Distribution.
Vacances à Venise (Summertime) est un film américano-britannique réalisé par David Lean et sorti en 1955. Il s'agit d'une adaptation de la pièce de théâtre The Time of the Cuckoo d'Arthur Laurents.

## Synopsis
Jane Hudson (Katharine Hepburn), alerte quadragénaire américaine, mais toujours célibataire, arrive à Venise pour y passer ses vacances. L'atmosphère romantique de la ville lui fait davantage ressentir le poids de sa solitude jusqu'à ce que l'amour mette sur son chemin un séduisant Renato de Rossi (Rossano Brazzi), antiquaire vénitien. Par la suite Jane apprend que Renato est marié. Elle rompt leur relation et rentre aux États-Unis.

## Fiche technique
Sauf indication contraire, les informations mentionnées dans cette section peuvent être confirmées par la base de données cinématographiques IMDb,  présente dans la section « Liens externes ».
- Titre français : Vacances à Venise
- Titre original : Summertime (Summer Madness au Royaume-Uni)
- Réalisation : David Lean
- Scénario : H. E. Bates et David Lean, avec la participation non créditée de Donald Ogden Stewart, d'après la pièce The Time of the Cuckoo d'Arthur Laurents
- Musique : Alessandro Cicognini
- Musique additionnelle : extrait de l'opéra La Pie voleuse (La gazza ladra) de Gioachino Rossini
- Photographie : Jack Hildyard
- Son : Peter Handford
- Décors : Vincent Korda
- Montage : Peter Taylor
- Production : Ilya Lopert

Producteur associé : Norman Spencer
- Sociétés de production : London Film Productions et Lopert Films
- Distribution : United Artists (États-Unis, France), Independent Film Distributors (Royaume-Uni)
- Pays de production :  États-Unis,  Royaume-Uni
- Langues originales : anglais, italien
- Format : couleur (Technicolor) — 1.37:1 — son monophonique — 35 mm
- Genre : comédie dramatique, romance
- Durée : 99 minutes
- Dates de sortie[1] : 
  - États-Unis : 21 juin 1955
  - France : 28 octobre 1955
  - Royaume-Uni : 7 novembre 1955
  - France : 13 juillet 2016 (ressortie en version restaurée)

## Distribution
- Katharine Hepburn (VF : Jacqueline Porel)) : Jane Hudson
- Rossano Brazzi (VF : lui-même) : Renato de Rossi
- Isa Miranda (VF : Lita Recio) : Signora Fiorini
- Darren McGavin (VF : Jean-Claude Michel) : Eddie Yaeger
- Mari Aldon (VF : Claude Winter) : Phyl Yaeger
- Jane Rose (VF : Denise Grey) : Mme McIlhenny
- MacDonald Parke (VF : Jean Toulout) : M. McIlhenny
- Jeremy Spenser : Vito de Rossi
- Gaetano Autiero (VF : Christian Fourcade) : Mauro
- Virginia Simeon : Giovanna
- André Morell (VF : Roger Tréville) : le voyageur anglais (non crédité)

## Production
Roberto Rossellini avait voulu adapter la pièce The Time of the Cuckoo d'Arthur Laurents, pour en faire un film avec Ingrid Bergman dans le rôle principal[réf. à confirmer].
Le tournage débute en juillet 1954. Il a lieu à Venise (Campo San Barnaba, place Saint-Marc, île de Burano, Rio dei Bareteri, gare de Venise-Santa-Lucia...) ainsi que dans les studios de Shepperton en Angleterre. Pour filmer la scène où Jane, l'héroïne, tombe accidentellement dans un canal, David Lean ne voulait pas de trucage. Finalement, après discussions, l'eau fut filtrée et assainie et Katharine Hepburn tourna sans doublure et contracta ainsi une conjonctivite chronique pour le restant de ses jours,[réf. à confirmer].

## Autour du film
Katharine Hepburn a apprécié sa collaboration avec le réalisateur : « Travailler pour David Lean était formidable. Il était assez primaire — simple — vrai. Il racontait une histoire. Une tranche de vie compréhensible. Avec tous les détails. Il photographiait ce qu'il voyait avec son âme. Un don extraordinaire qu'il avait. J'avais l'impression qu'il intégrait littéralement Venise. Qu'il se l'appropriait. Il avait un grand talent de photographe. Une pensée descriptive. L'histoire était contenue dans les plans. David Lean était capable d'une sorte de super-concentration. J'ai été profondément marquée et impressionnée, et il est l'un des réalisateurs les plus intéressants avec qui j'ai eu l'occasion de travailler. […] Il tenait à obtenir de chaque acteur le jeu qu'il attendait exactement, et qui correspondait à son espèce de vision intérieure. D'où l'aspect monolithique de ses films. Il peint un tableau, le sien. »